# Noord-Jemenitische rial
De Noord-Jemenitische rial of Noord-Jemenitische riyal was de munteenheid van Noord-Jemen, eerst in het Mutawakkilitisch Koninkrijk Jemen (1918-1962), later in de Jemenitische Arabische Republiek (1962-1990).